# 神奈川県第3区 (中選挙区)
神奈川県第3区（かながわけんだいさんく）は、1947年から1993年まで執行された衆議院議員総選挙の選挙区である。

## 区域
現在は、12区・13区・14区・15区・16区・20区に分けられており、現在の3区とは全く関係がない。
1992年（平成4年）の公職選挙法改正当時の区域は以下のとおりである（定数5）。
- 藤沢市
- 茅ヶ崎市
- 相模原市
- 大和市
- 海老名市
- 座間市
- 綾瀬市
- 高座郡
- 津久井郡

1986年（昭和61年）の公職選挙法改正当時の区域は以下のとおりである（定数4）。
- 藤沢市
- 茅ヶ崎市
- 相模原市
- 大和市
- 海老名市
- 座間市
- 綾瀬市
- 高座郡
- 津久井郡

1975年（昭和50年）の公職選挙法改正当時の区域は以下のとおりである（定数3）。
- 藤沢市
- 茅ヶ崎市
- 相模原市
- 大和市
- 海老名市
- 座間市
- 高座郡
- 津久井郡

1950年（昭和25年）公職選挙法施行当時の区域は以下のとおりである（定数5）。
- 平塚市
- 藤沢市
- 小田原市
- 茅ケ崎市
- 高座郡
- 中郡
- 足柄上郡
- 足柄下郡
- 愛甲郡
- 津久井郡

## 歴史

### 1972年まで（分割前の神奈川3区時代）
衆議院の中選挙区制復活に伴い、1947年に設定された。後述の1975年に選挙区が分割されるまで、湘南・県央などの神奈川県中央部から西湘や箱根・丹沢などがある足柄上下郡部など県西部、愛甲・津久井郡などの県北部にわたる広大な地域で構成され、定数は5議席であった。
小田原市を中心に西湘地域に地盤を持つ河野家（河野一郎・河野謙三・河野洋平）が一貫して強さを見せており、日本社会党時代に第46代内閣総理大臣（1947年 - 1948年）となった片山哲（藤沢市地盤）、長きにわたり衆議院副議長を務めた岩本信行（相模原市地盤）とともに重鎮議員として本選挙区でしのぎを削った。ただし、河野家については選挙区設定後初の総選挙となる1947年の第23回衆議院議員総選挙では、河野一郎が公職追放となっていたため立候補できず、代わって弟の河野謙三が立候補したが次点で落選しており、謙三は次の1948年の第24回衆議院議員総選挙で初当選を果たした。その後、河野一郎の公職追放が解除されたことに伴い、謙三は参議院神奈川県選挙区に転出（1953年の選挙で当選）し、一郎は1952年の第25回衆議院議員総選挙で2位で当選して政界に復帰、以降は1963年の第30回衆議院議員総選挙まで連続で当選し、1965年まで議員を務めた。
一方の片山も設定後初の1947年の選挙ではトップ当選を果たしたものの、その次の1948年の選挙では、片山内閣やその後の芦田内閣の保革三党連立の不安定な政権構造や昭電疑獄など不祥事の影響もあり、社会党に逆風が襲って大敗し、その煽りで片山も一転して次点で落選した（首相経験者・野党第一党の現職党首として現憲法下で初の落選）。片山は1952年の総選挙で返り咲いたものの、後に1960年の社会党の分裂では右派に属していたことから民主社会党（民社党）の結党に参加。同党公認で臨んだ1963年の総選挙で2度目の落選（首相経験者では2024年6月の時点で唯一）を喫し、政界引退となった。
河野一郎、片山哲が政界引退となり、1966年の第31回衆議院議員総選挙では、一郎の後継に次男である河野洋平が、片山の後継に河村勝がそれぞれ擁立され、1・2位で当選を果たした。さらに1963年の総選挙では後に社会党国会対策委員長・書記長などを務める元参議院議員の平林剛が当選し、1966年の総選挙で公明党が擁立した小濱（小浜）新次の当選で、1972年の第33回衆議院議員総選挙まではこの4人が議席を維持する形で、事実上残り1議席を争奪する5議席を巡る展開が続く事となった。

### 1975年から廃止まで（分割後の神奈川3区時代）
1975年7月に選挙区が分割され、県南西部（小田原市・平塚市・厚木市など）は神奈川5区となった。これ以後、1993年に行われた第40回衆議院議員総選挙まで、神奈川3区は湘南地域を含む県央部（藤沢市・茅ヶ崎市・大和市など）と県北西部（相模原市・座間市など）で構成された。これにより定数は3議席に変更された。
分割後最初となる1975年の第34回衆議院議員総選挙では、前回当選した河野洋平、平林剛、河村勝は5区に拠点を移動した（いずれも当選）。3区を引き続き拠点としたのは前回当選の公明党の小濱新次と同選挙区で初めて議席を得た日本共産党の増本一彦、さらに1966年の総選挙で初当選もその後2回の総選挙で苦杯を喫していた加藤万吉（日本社会党、茅ヶ崎市地盤）、そして初挑戦から2回連続で落選していた自民党で神奈川県議会議員出身の甘利正（本来は厚木市地盤）であった。このうち甘利は、自民党を離党して新党の新自由クラブを結成した河野洋平に追従する形でこれに参加し、トップ当選で初めて議席を得た。一方の自民党は厚生官僚出身で1975年の神奈川県知事選挙で落選していた戸沢政方を擁立して、議席を確保した。保守系により2議席を占めた残り1議席は加藤が返り咲きを果たし、公明党の小濱、共産党の増本は議席を失った。特に共産党はこれ以降各回に渡って候補を擁立するも、再び神奈川3区で議席を得る事はなかった。
1979年の第35回衆議院議員総選挙では、一転して前回トップ当選であった甘利が次点で落選し、小濱が議席を奪還した。翌1980年の第36回衆議院議員総選挙では、今度は甘利が返り咲いた一方で小濱が落選するなど、県央部を中心とした人口の増加とともに、3議席を争う激戦が続いた。
1983年の第37回衆議院議員総選挙では、甘利正が政界から引退し、代わって次男の甘利明が父と同じ新自由クラブに所属し地盤を継承する形でトップ当選を果たした。公明党も落選した小濱に代わって元通産官僚で弁護士の橋本文彦を後継として議席を確保。加藤も引き続き議席を得て、自民党の戸沢が落選し、この回は自民空白区となった。
定数是正により1986年の第38回衆議院議員総選挙からは定数が1議席増加の4議席となった。橋本、加藤、甘利明が引き続き議席を得て、戸沢が返り咲いた。自民党は参議院議員を辞職して鞍替えを図った藤井裕久も擁立し複数議席奪取を試みたが、藤井は次点に終わった。
1990年の第39回衆議院議員総選挙では、社会党の躍進により加藤が24万票の大量得票でトップ当選を果たし、2期目の前回限りで引退した橋本文彦の後継となった河上覃雄（公明党）が議席を獲得。新自由クラブの解党で自民党に入党した甘利も苦戦を強いられながらも3位に滑り込み、4議席目は戸沢と藤井の自民党同士の争いとなり、藤井が滑り込んで衆議院議員としては初当選となった。落選した戸沢はその後は選挙に立候補する事はなかった。なお、この総選挙でオウム真理教が真理党として政界進出を目指し関東を中心に候補を擁立していたが、同選挙区には後に地下鉄サリン事件などで死刑となった中川智正が立候補していた（約1,400票余で最下位落選）。
中選挙区として最終となった1993年の第40回衆議院議員総選挙では、さらに定数が1議席増加して5議席となった。この選挙では自民党を離党して新生党に参加した藤井がトップ当選を果たし、甘利、河上、加藤が議席を死守した。「新党ブーム」の中で日本新党は元文部官僚の中島章夫を、新党さきがけは神奈川県議会議員出身の横田光弘を擁立したが、中島が横田とは約6,000票差で5議席目に滑り込み、新党でも明暗を分ける形となった。
その後、1994年の公職選挙法改正による小選挙区比例代表並立制の導入により、選挙区内が複数の小選挙区に分割されて、1996年の第41回衆議院議員総選挙では、甘利（自民党）は大和市・座間市などを中心とする神奈川13区に、藤井（新進党）は相模原市を中心とする神奈川14区にそれぞれ拠点を移し当選した。新進党に移った河上は比例南関東ブロック単独候補に転出して当選、中島（旧民主党）は本選挙区とは範囲外の神奈川4区（横浜市栄区、鎌倉市など）に拠点を移したが落選し、加藤は前回の任期限りで政界から引退している。

## 選出議員
| 選挙名                 | 年     | #1                      | #2                      | #3                        | #4                      | #5                        |
| ---------------------- | ------ | ----------------------- | ----------------------- | ------------------------- | ----------------------- | ------------------------- |
| 第23回衆議院議員総選挙 | 1947年 | 片山哲 （日本社会党）   | 鈴木雄二 （日本社会党） | 萩原寿雄 （国民協同党）   | 岩本信行 （日本自由党） | 磯崎貞序 （日本自由党）   |
| 第24回衆議院議員総選挙 | 1949年 | 岡崎勝男 （民主自由党） | 岩本信行 （民主自由党） | 小金義照 （無所属）       | 河野謙三 （民主自由党） | 中西伊之助 （日本共産党） |
| 第25回衆議院議員総選挙 | 1952年 | 片山哲 （右派社会党）   | 河野一郎 （自由党）     | 小金義照 （自由党）       | 岩本信行 （自由党）     | 岡崎勝男 （自由党）       |
| 第26回衆議院議員総選挙 | 1953年 | 片山哲 （右派社会党）   | 安藤覚 （分党派自由党） | 河野一郎 （分党派自由党） | 岡崎勝男 （自由党）     | 小金義照 （自由党）       |
| 第27回衆議院議員総選挙 | 1955年 | 河野一郎 （日本民主党） | 片山哲 （右派社会党）   | 森島守人 （左派社会党）   | 安藤覚 （日本民主党）   | 小金義照 （自由党）       |
| 第28回衆議院議員総選挙 | 1958年 | 森島守人 （日本社会党） | 河野一郎 （自由民主党） | 岩本信行 （自由民主党）   | 片山哲 （日本社会党）   | 小金義照 （自由民主党）   |
| 第29回衆議院議員総選挙 | 1960年 | 森島守人 （日本社会党） | 河野一郎 （自由民主党） | 小金義照 （自由民主党）   | 安藤覚 （自由民主党）   | 片山哲 （民主社会党）     |
| 第30回衆議院議員総選挙 | 1963年 | 河野一郎 （自由民主党） | 平林剛 （日本社会党）   | 安藤覚 （自由民主党）     | 木村剛輔 （自由民主党） | 小金義照 （自由民主党）   |
| 第31回衆議院議員総選挙 | 1967年 | 河野洋平 （自由民主党） | 河村勝 （民主社会党）   | 加藤万吉 （日本社会党）   | 平林剛 （日本社会党）   | 小濱新次 （公明党）       |
| 第32回衆議院議員総選挙 | 1969年 | 河野洋平 （自由民主党） | 小濱新次 （公明党）     | 河村勝 （民社党）         | 小金義照 （自由民主党） | 平林剛 （日本社会党）     |
| 第33回衆議院議員総選挙 | 1972年 | 河野洋平 （自由民主党） | 小濱新次 （公明党）     | 増本一彦 （日本共産党）   | 平林剛 （日本社会党）   | 河村勝 （民社党）         |
| 第34回衆議院議員総選挙 | 1976年 | 甘利正 （新自由クラブ） | 加藤万吉 （日本社会党） | 戸沢政方 （自由民主党）   |                         |                           |
| 第35回衆議院議員総選挙 | 1979年 | 小濱新次 （公明党）     | 加藤万吉 （日本社会党） | 戸沢政方 （自由民主党）   |                         |                           |
| 第36回衆議院議員総選挙 | 1980年 | 戸沢政方 （自由民主党） | 加藤万吉 （日本社会党） | 甘利正 （新自由クラブ）   |                         |                           |
| 第37回衆議院議員総選挙 | 1983年 | 橋本文彦 （公明党）     | 加藤万吉 （日本社会党） | 甘利明 （新自由クラブ）   |                         |                           |
| 第38回衆議院議員総選挙 | 1986年 | 橋本文彦 （公明党）     | 加藤万吉 （日本社会党） | 甘利明 （新自由クラブ）   | 戸沢政方 （自由民主党） |                           |
| 第39回衆議院議員総選挙 | 1990年 | 加藤万吉 （日本社会党） | 河上覃雄 （公明党）     | 甘利明 （自由民主党）     | 藤井裕久 （自由民主党） |                           |
| 第40回衆議院議員総選挙 | 1993年 | 藤井裕久 （新生党）     | 甘利明 （自由民主党）   | 河上覃雄 （公明党）       | 加藤万吉 （日本社会党） | 中島章夫 （日本新党）     |

## 選挙結果
時の内閣：宮澤改造内閣 解散日：1993年（平成5年）6月18日 投票日：1993年（平成5年）7月18日
当日有権者数：1,314,121人 最終投票率：60.85%（前回比：6.02ポイント）
| 当落 | 氏名     | 年齢 | 所属党派     | 新旧 | 得票      | 得票率 | 推薦・支持 |
| ---- | -------- | ---- | ------------ | ---- | --------- | ------ | ---------- |
| 当   | 藤井裕久 | 61   | 新生党       | 前   | 132,236票 | 16.68% |            |
| 当   | 甘利明   | 43   | 自由民主党   | 前   | 129,149票 | 16.29% |            |
| 当   | 河上覃雄 | 47   | 公明党       | 前   | 105,823票 | 13.35% |            |
| 当   | 加藤万吉 | 66   | 日本社会党   | 前   | 101,879票 | 12.85% |            |
| 当   | 中島章夫 | 57   | 日本新党     | 新   | 100,032票 | 12.62% |            |
|      | 横田光弘 | 35   | 新党さきがけ | 新   | 94,084票  | 11.87% |            |
|      | 河野幸司 | 47   | 日本共産党   | 新   | 46,343票  | 5.85%  |            |
|      | 門広繁幸 | 42   | 自由民主党   | 新   | 41,791票  | 5.27%  |            |
|      | 藤村久子 | 49   | 無所属       | 新   | 41,431票  | 5.23%  |            |

時の内閣：第1次海部内閣 解散日：1990年（平成2年）1月24日 投票日：1990年（平成2年）2月18日
当日有権者数：1,190,289人 最終投票率：66.87%（前回比：1.88ポイント）
| 当落 | 氏名     | 年齢 | 所属党派   | 新旧 | 得票      | 得票率 | 推薦・支持 |
| ---- | -------- | ---- | ---------- | ---- | --------- | ------ | ---------- |
| 当   | 加藤万吉 | 63   | 日本社会党 | 前   | 241,995票 | 30.62% |            |
| 当   | 河上覃雄 | 43   | 公明党     | 新   | 137,147票 | 17.35% |            |
| 当   | 甘利明   | 40   | 自由民主党 | 前   | 124,931票 | 15.81% |            |
| 当   | 藤井裕久 | 57   | 自由民主党 | 新   | 113,661票 | 14.38% |            |
|      | 戸沢政方 | 70   | 自由民主党 | 前   | 106,512票 | 13.48% |            |
|      | 河野幸司 | 44   | 日本共産党 | 新   | 64,612票  | 8.18%  |            |
|      | 中川智正 | 27   | 真理党     | 新   | 1,445票   | 0.18%  |            |

時の内閣：第2次中曽根内閣第2次改造内閣 解散日：1986年（昭和61年）6月2日 投票日：1986年（昭和61年）7月6日
当日有権者数：1,058,094人 最終投票率：64.99%（前回比：4.07ポイント）
| 当落 | 氏名     | 年齢 | 所属党派     | 新旧 | 得票      | 得票率 | 推薦・支持 |
| ---- | -------- | ---- | ------------ | ---- | --------- | ------ | ---------- |
| 当   | 橋本文彦 | 47   | 公明党       | 前   | 140,930票 | 20.82% |            |
| 当   | 加藤万吉 | 59   | 日本社会党   | 前   | 136,369票 | 20.14% |            |
| 当   | 甘利明   | 36   | 新自由クラブ | 前   | 125,563票 | 18.55% |            |
| 当   | 戸沢政方 | 67   | 自由民主党   | 元   | 121,846票 | 18.00% |            |
|      | 藤井裕久 | 54   | 自由民主党   | 新   | 95,331票  | 14.08% |            |
|      | 河野幸司 | 40   | 日本共産党   | 新   | 56,971票  | 8.42%  |            |

時の内閣：第1次中曽根内閣 解散日：1983年（昭和58年）11月28日 投票日：1983年（昭和58年）12月18日
当日有権者数：996,973人 最終投票率：60.92%（前回比：10.43ポイント）
| 当落 | 氏名       | 年齢 | 所属党派     | 新旧 | 得票      | 得票率 | 推薦・支持 |
| ---- | ---------- | ---- | ------------ | ---- | --------- | ------ | ---------- |
| 当   | 橋本文彦   | 44   | 公明党       | 新   | 147,500票 | 24.50% |            |
| 当   | 加藤万吉   | 57   | 日本社会党   | 前   | 130,501票 | 21.67% |            |
| 当   | 甘利明     | 34   | 新自由クラブ | 新   | 125,939票 | 20.92% |            |
|      | 戸沢政方   | 64   | 自由民主党   | 前   | 124,766票 | 20.72% |            |
|      | 増本一彦   | 47   | 日本共産党   | 元   | 71,463票  | 11.87% |            |
|      | 重松九州男 | 71   | 日本世直し党 | 新   | 1,968票   | 0.33%  |            |

時の内閣：第2次大平内閣 解散日：1980年（昭和55年）5月19日 投票日：1980年（昭和55年）6月22日
当日有権者数：907,918人 最終投票率：71.35%（前回比：13.28ポイント）
| 当落 | 氏名     | 年齢 | 所属党派     | 新旧 | 得票      | 得票率 | 推薦・支持 |
| ---- | -------- | ---- | ------------ | ---- | --------- | ------ | ---------- |
| 当   | 戸沢政方 | 61   | 自由民主党   | 前   | 162,054票 | 25.37% |            |
| 当   | 加藤万吉 | 53   | 日本社会党   | 前   | 131,889票 | 20.64% |            |
| 当   | 甘利正   | 63   | 新自由クラブ | 元   | 128,587票 | 20.13% |            |
|      | 小濱新次 | 65   | 公明党       | 前   | 128,067票 | 20.05% |            |
|      | 増本一彦 | 44   | 日本共産党   | 元   | 83,793票  | 13.12% |            |
|      | 東間徴   | 36   | 日本労働党   | 新   | 4,460票   | 0.70%  |            |

時の内閣：第1次大平内閣 解散日：1979年（昭和54年）9月7日 投票日：1979年（昭和54年）10月7日
当日有権者数：887,634人 最終投票率：58.07%（前回比：13.46ポイント）
| 当落 | 氏名     | 年齢 | 所属党派     | 新旧 | 得票      | 得票率 | 推薦・支持 |
| ---- | -------- | ---- | ------------ | ---- | --------- | ------ | ---------- |
| 当   | 小濱新次 | 64   | 公明党       | 元   | 123,389票 | 24.17% |            |
| 当   | 加藤万吉 | 52   | 日本社会党   | 前   | 110,137票 | 21.57% |            |
| 当   | 戸沢政方 | 60   | 自由民主党   | 新   | 100,682票 | 19.72% |            |
|      | 甘利正   | 62   | 新自由クラブ | 前   | 99,936票  | 19.57% |            |
|      | 増本一彦 | 43   | 日本共産党   | 元   | 73,433票  | 14.38% |            |
|      | 東間徴   | 36   | 日本労働党   | 新   | 2,965票   | 0.58%  |            |

時の内閣：三木内閣 任期満了日：1976年（昭和51年）12月9日 投票日：1976年（昭和51年）12月5日
当日有権者数：815,716人 最終投票率：71.53%（前回比：2.84ポイント）
| 当落 | 氏名       | 年齢 | 所属党派     | 新旧 | 得票      | 得票率 | 推薦・支持 |
| ---- | ---------- | ---- | ------------ | ---- | --------- | ------ | ---------- |
| 当   | 甘利正     | 60   | 新自由クラブ | 新   | 162,029票 | 28.02% |            |
| 当   | 加藤万吉   | 49   | 日本社会党   | 元   | 112,209票 | 19.41% |            |
| 当   | 戸沢政方   | 57   | 自由民主党   | 新   | 110,585票 | 19.13% |            |
|      | 小濱新次   | 61   | 公明党       | 現   | 108,182票 | 18.71% |            |
|      | 増本一彦   | 40   | 日本共産党   | 現   | 82,525票  | 14.27% |            |
|      | 重松九州男 | 64   | 無所属       | 新   | 1,573票   | 0.27%  |            |
|      | 福田喜代徳 | 43   | 無所属       | 新   | 1,077票   | 0.19%  |            |

- 前議員のうち、河野・平林・河村は新設の神奈川5区から出馬（3人とも当選）。

時の内閣：第1次田中角栄内閣 解散日：1972年（昭和47年）11月13日 投票日：1972年（昭和47年）12月10日
当日有権者数：1,232,432人 最終投票率：68.69%（前回比：3.47ポイント）
| 当落 | 氏名     | 年齢 | 所属党派   | 新旧 | 得票      | 得票率 | 推薦・支持 |
| ---- | -------- | ---- | ---------- | ---- | --------- | ------ | ---------- |
| 当   | 河野洋平 | 35   | 自由民主党 | 前   | 141,448票 | 16.86% |            |
| 当   | 小濱新次 | 57   | 公明党     | 前   | 112,297票 | 13.38% |            |
| 当   | 増本一彦 | 36   | 日本共産党 | 新   | 107,245票 | 12.78% |            |
| 当   | 平林剛   | 51   | 日本社会党 | 前   | 99,440票  | 11.85% |            |
| 当   | 河村勝   | 57   | 民社党     | 前   | 97,436票  | 11.61% |            |
|      | 甘利正   | 56   | 自由民主党 | 新   | 96,592票  | 11.51% |            |
|      | 加藤万吉 | 45   | 日本社会党 | 元   | 93,504票  | 11.14% |            |
|      | 小金義照 | 74   | 自由民主党 | 前   | 79,624票  | 9.49%  |            |
|      | 山田誠   | 27   | 無所属     | 新   | 11,403票  | 1.36%  |            |

時の内閣：第2次佐藤内閣 解散日：1969年（昭和44年）12月2日 投票日：1969年（昭和44年）12月27日
当日有権者数：1,041,632人 最終投票率：65.22%（前回比：9.57ポイント）
| 当落 | 氏名     | 年齢 | 所属党派   | 新旧 | 得票      | 得票率 | 推薦・支持 |
| ---- | -------- | ---- | ---------- | ---- | --------- | ------ | ---------- |
| 当   | 河野洋平 | 32   | 自由民主党 | 前   | 100,216票 | 14.88% |            |
| 当   | 小濱新次 | 54   | 公明党     | 前   | 99,341票  | 14.75% |            |
| 当   | 河村勝   | 54   | 民社党     | 前   | 94,558票  | 14.04% |            |
| 当   | 小金義照 | 71   | 自由民主党 | 元   | 92,466票  | 13.73% |            |
| 当   | 平林剛   | 48   | 日本社会党 | 前   | 79,859票  | 11.86% |            |
|      | 甘利正   | 53   | 自由民主党 | 新   | 68,020票  | 10.10% |            |
|      | 加藤万吉 | 43   | 日本社会党 | 前   | 66,321票  | 9.85%  |            |
|      | 増本一彦 | 33   | 日本共産党 | 新   | 42,577票  | 6.32%  |            |
|      | 安藤哲   | 40   | 無所属     | 新   | 25,138票  | 3.73%  |            |
|      | 大塚幸造 | 45   | 無所属     | 新   | 4,973票   | 0.74%  |            |

時の内閣：第1次佐藤内閣 解散日：1966年（昭和41年）12月27日 投票日：1967年（昭和42年）1月29日
当日有権者数：837,227人 最終投票率：74.79%（前回比：3.74ポイント）
| 当落 | 氏名       | 年齢 | 所属党派   | 新旧 | 得票      | 得票率 | 推薦・支持 |
| ---- | ---------- | ---- | ---------- | ---- | --------- | ------ | ---------- |
| 当   | 河野洋平   | 30   | 自由民主党 | 新   | 106,827票 | 17.24% |            |
| 当   | 河村勝     | 51   | 民主社会党 | 新   | 91,123票  | 14.70% |            |
| 当   | 加藤万吉   | 40   | 日本社会党 | 新   | 77,806票  | 12.56% |            |
| 当   | 平林剛     | 45   | 日本社会党 | 前   | 71,493票  | 11.54% |            |
| 当   | 小濱新次   | 51   | 公明党     | 新   | 68,516票  | 11.06% |            |
|      | 安藤覚     | 67   | 自由民主党 | 前   | 67,336票  | 10.87% |            |
|      | 小金義照   | 68   | 自由民主党 | 前   | 60,992票  | 9.84%  |            |
|      | 木村剛輔   | 49   | 自由民主党 | 前   | 52,792票  | 8.52%  |            |
|      | 内野竹千代 | 65   | 日本共産党 | 新   | 22,834票  | 3.68%  |            |

時の内閣：第2次池田内閣 解散日：1963年（昭和38年）10月23日 投票日：1963年（昭和38年）11月21日
当日有権者数：671,941人 最終投票率：71.05%（前回比：3.01ポイント）
| 当落 | 氏名       | 年齢 | 所属党派                 | 新旧 | 得票     | 得票率 | 推薦・支持 |
| ---- | ---------- | ---- | ------------------------ | ---- | -------- | ------ | ---------- |
| 当   | 河野一郎   | 65   | 自由民主党               | 前   | 98,830票 | 20.90% |            |
| 当   | 平林剛     | 42   | 日本社会党               | 新   | 61,765票 | 13.06% |            |
| 当   | 安藤覚     | 64   | 自由民主党               | 前   | 57,215票 | 12.10% |            |
| 当   | 木村剛輔   | 45   | 自由民主党               | 新   | 53,370票 | 11.29% |            |
| 当   | 小金義照   | 65   | 自由民主党               | 前   | 52,275票 | 11.06% |            |
|      | 片山哲     | 76   | 民主社会党               | 前   | 51,525票 | 10.90% |            |
|      | 森島守人   | 67   | 日本社会党               | 前   | 44,506票 | 9.41%  |            |
|      | 戸川猪佐武 | 39   | 無所属                   | 新   | 19,871票 | 4.20%  |            |
|      | 兼子秀夫   | 50   | 無所属                   | 新   | 19,540票 | 4.13%  |            |
|      | 内野竹千代 | 62   | 日本共産党               | 新   | 13,652票 | 2.89%  |            |
|      | 深作清次郎 | 52   | 議会主義政治擁護国民同盟 | 新   | 230票    | 0.05%  |            |

時の内閣：第1次池田内閣 解散日：1960年（昭和35年）10月24日 投票日：1960年（昭和35年）11月20日
当日有権者数：565,842人 最終投票率：74.06%（前回比：5.54ポイント）
| 当落 | 氏名       | 年齢 | 所属党派   | 新旧 | 得票     | 得票率 | 推薦・支持 |
| ---- | ---------- | ---- | ---------- | ---- | -------- | ------ | ---------- |
| 当   | 森島守人   | 64   | 日本社会党 | 前   | 76,255票 | 18.40% |            |
| 当   | 河野一郎   | 62   | 自由民主党 | 前   | 66,515票 | 16.05% |            |
| 当   | 小金義照   | 62   | 自由民主党 | 前   | 58,272票 | 14.06% |            |
| 当   | 安藤覚     | 61   | 自由民主党 | 元   | 56,738票 | 13.69% |            |
| 当   | 片山哲     | 73   | 民主社会党 | 前   | 48,541票 | 11.71% |            |
|      | 岩本信行   | 65   | 自由民主党 | 前   | 48,274票 | 11.65% |            |
|      | 木村剛輔   | 42   | 自由民主党 | 新   | 47,886票 | 11.55% |            |
|      | 内野竹千代 | 59   | 日本共産党 | 新   | 11,281票 | 2.72%  |            |
|      | 河野孔明   | 55   | 無所属     | 新   | 677票    | 0.16%  |            |

時の内閣：第1次岸内閣 解散日：1958年（昭和33年）4月25日 投票日：1958年（昭和33年）5月22日
当日有権者数：521,747人 最終投票率：79.60%（前回比：1.42ポイント）
| 当落 | 氏名       | 年齢 | 所属党派         | 新旧 | 得票     | 得票率 | 推薦・支持 |
| ---- | ---------- | ---- | ---------------- | ---- | -------- | ------ | ---------- |
| 当   | 森島守人   | 62   | 日本社会党       | 前   | 64,676票 | 15.66% |            |
| 当   | 河野一郎   | 59   | 自由民主党       | 前   | 63,265票 | 15.32% |            |
| 当   | 岩本信行   | 63   | 自由民主党       | 元   | 62,699票 | 15.19% |            |
| 当   | 片山哲     | 70   | 日本社会党       | 前   | 60,589票 | 14.67% |            |
| 当   | 小金義照   | 60   | 自由民主党       | 前   | 58,751票 | 14.23% |            |
|      | 安藤覚     | 58   | 自由民主党       | 前   | 49,732票 | 12.04% |            |
|      | 木村剛輔   | 40   | 無所属（保守系） | 新   | 43,391票 | 10.51% |            |
|      | 内野竹千代 | 56   | 日本共産党       | 新   | 9,793票  | 2.37%  |            |

時の内閣：第1次鳩山一郎内閣 解散日：1955年（昭和30年）1月24日 投票日：1955年（昭和30年）2月27日
当日有権者数：480,933人 最終投票率：81.02%（前回比：5.16ポイント）
| 当落 | 氏名       | 年齢 | 所属党派   | 新旧 | 得票     | 得票率 | 推薦・支持 |
| ---- | ---------- | ---- | ---------- | ---- | -------- | ------ | ---------- |
| 当   | 河野一郎   | 56   | 日本民主党 | 前   | 69,433票 | 17.93% |            |
| 当   | 片山哲     | 67   | 右派社会党 | 前   | 58,923票 | 15.22% |            |
| 当   | 森島守人   | 58   | 左派社会党 | 新   | 45,784票 | 11.82% |            |
| 当   | 安藤覚     | 55   | 日本民主党 | 前   | 43,998票 | 11.36% |            |
| 当   | 小金義照   | 56   | 自由党     | 前   | 42,156票 | 10.89% |            |
|      | 岩本信行   | 59   | 自由党     | 元   | 39,299票 | 10.15% |            |
|      | 佐藤謙吉   | 57   | 日本民主党 | 新   | 38,815票 | 10.02% |            |
|      | 岡崎勝男   | 57   | 自由党     | 前   | 32,323票 | 8.35%  |            |
|      | 亀井貫一郎 | 62   | 右派社会党 | 元   | 16,496票 | 4.26%  |            |

時の内閣：第4次吉田内閣 解散日：1953年（昭和28年）3月14日 投票日：1953年（昭和28年）4月19日
当日有権者数：458,175人 最終投票率：75.86%（前回比：2.82ポイント）
| 当落 | 氏名       | 年齢 | 所属党派     | 新旧 | 得票     | 得票率 | 推薦・支持 |
| ---- | ---------- | ---- | ------------ | ---- | -------- | ------ | ---------- |
| 当   | 片山哲     | 65   | 右派社会党   | 前   | 81,402票 | 23.58% |            |
| 当   | 安藤覚     | 53   | 分党派自由党 | 元   | 51,180票 | 14.83% |            |
| 当   | 河野一郎   | 54   | 分党派自由党 | 前   | 47,774票 | 13.84% |            |
| 当   | 岡崎勝男   | 55   | 自由党       | 前   | 46,454票 | 13.46% |            |
| 当   | 小金義照   | 55   | 自由党       | 前   | 42,492票 | 12.31% |            |
|      | 岩本信行   | 58   | 自由党       | 前   | 37,034票 | 10.73% |            |
|      | 森島守人   | 57   | 左派社会党   | 新   | 26,601票 | 7.71%  |            |
|      | 内野竹千代 | 51   | 日本共産党   | 新   | 7,332票  | 2.12%  |            |
|      | 坂田稔     | 48   | 改進党       | 新   | 3,037票  | 0.88%  |            |
|      | 後藤帰一   | 53   | 無所属       | 新   | 1,911票  | 0.55%  |            |

時の内閣：第3次吉田内閣 解散日：1952年（昭和27年）8月28日 投票日：1952年（昭和27年）10月1日
当日有権者数：468,770人 最終投票率：78.68%（前回比：0.16ポイント）
| 当落 | 氏名       | 年齢 | 所属党派   | 新旧 | 得票      | 得票率 | 推薦・支持 |
| ---- | ---------- | ---- | ---------- | ---- | --------- | ------ | ---------- |
| 当   | 片山哲     | 65   | 右派社会党 | 元   | 102,838票 | 28.10% |            |
| 当   | 河野一郎   | 54   | 自由党     | 元   | 57,580票  | 15.74% |            |
| 当   | 小金義照   | 54   | 自由党     | 前   | 49,445票  | 13.51% |            |
| 当   | 岩本信行   | 57   | 自由党     | 前   | 40,038票  | 10.94% |            |
| 当   | 岡崎勝男   | 55   | 自由党     | 前   | 36,837票  | 10.07% |            |
|      | 佐藤謙吉   | 55   | 自由党     | 新   | 35,054票  | 9.58%  |            |
|      | 安藤覚     | 53   | 無所属     | 元   | 32,241票  | 8.81%  |            |
|      | 内野竹千代 | 51   | 日本共産党 | 新   | 9,954票   | 2.72%  |            |
|      | 坂田稔     | 47   | 改進党     | 新   | 1,929票   | 0.53%  |            |

時の内閣：第2次吉田内閣 解散日：1948年（昭和23年）12月23日 投票日：1949年（昭和24年）1月23日
当日有権者数：413,055人 最終投票率：78.52%（前回比：11.20ポイント）
| 当落 | 氏名       | 年齢 | 所属党派         | 新旧 | 得票     | 得票率 | 推薦・支持 |
| ---- | ---------- | ---- | ---------------- | ---- | -------- | ------ | ---------- |
| 当   | 岡崎勝男   | 51   | 民主自由党       | 新   | 43,818票 | 13.64% |            |
| 当   | 岩本信行   | 53   | 民主自由党       | 前   | 39,540票 | 12.31% |            |
| 当   | 小金義照   | 50   | 無所属（保守系） | 新   | 33,788票 | 10.52% |            |
| 当   | 河野謙三   | 47   | 民主自由党       | 新   | 33,673票 | 10.48% |            |
| 当   | 中西伊之助 | 61   | 日本共産党       | 元   | 31,491票 | 9.80%  |            |
|      | 片山哲     | 61   | 日本社会党       | 前   | 31,214票 | 9.71%  |            |
|      | 鈴木雄二   | 39   | 日本社会党       | 前   | 28,605票 | 8.90%  |            |
|      | 佐藤謙吉   | 51   | 民主自由党       | 新   | 26,553票 | 8.26%  |            |
|      | 添田良信   | 48   | 無所属           | 新   | 22,233票 | 6.92%  |            |
|      | 萩原寿雄   | 52   | 国民協同党       | 前   | 17,169票 | 5.34%  |            |
|      | 兼子一郎   | 44   | 民主党           | 新   | 8,995票  | 2.80%  |            |
|      | 布施陶一   | 36   | 労働者農民党     | 新   | 3,335票  | 1.04%  |            |
|      | 上木神秀三 | 72   | 無所属           | 新   | 916票    | 0.29%  |            |

時の内閣：第1次吉田内閣 解散日：1947年（昭和22年）3月31日 投票日：1947年（昭和22年）4月25日
当日有権者数：409,149人 最終投票率：67.32%（前回比：ポイント）
| 当落 | 氏名       | 年齢 | 所属党派     | 新旧 | 得票     | 得票率 | 推薦・支持 |
| ---- | ---------- | ---- | ------------ | ---- | -------- | ------ | ---------- |
| 当   | 片山哲     | 59   | 日本社会党   | 前   | 55,515票 | 20.34% |            |
| 当   | 鈴木雄二   | 38   | 日本社会党   | 新   | 48,421票 | 17.74% |            |
| 当   | 萩原寿雄   | 51   | 国民協同党   | 新   | 42,517票 | 15.58% |            |
| 当   | 岩本信行   | 52   | 日本自由党   | 前   | 34,161票 | 12.52% |            |
| 当   | 磯崎貞序   | 57   | 日本自由党   | 前   | 21,872票 | 8.01%  |            |
|      | 河野謙三   | 45   | 日本自由党   | 新   | 18,716票 | 6.86%  |            |
|      | 小林欽企   | 62   | 民主党       | 新   | 18,451票 | 6.76%  |            |
|      | 兼子一郎   | 43   | 民主党       | 新   | 11,135票 | 4.08%  |            |
|      | 中西伊之助 | 60   | 日本共産党   | 前   | 9,061票  | 3.32%  |            |
|      | 大森助蔵   | 46   | 民主人民連盟 | 新   | 4,704票  | 1.72%  |            |
|      | 萩原文作   | 59   | 自作農民党   | 新   | 2,370票  | 0.87%  |            |
|      | 森千鶴子   | 37   | 無所属       | 新   | 2,163票  | 0.79%  |            |
|      | 和田周三   | 47   | 無所属       | 新   | 1,792票  | 0.66%  |            |
|      | 上木神秀三 | 45   | 自治党       | 新   | 1,027票  | 0.38%  |            |
|      | 井上伝三郎 | 58   | 無所属       | 新   | 1,018票  | 0.37%  |            |